# Bonifacio Ferrero
Pour les articles homonymes, voir Ferrero (homonymie).
Bonifacio Ferrero (né en 1476 à Biella, au Piémont, Italie, et mort le 2 janvier 1543 à Rome) est un cardinal italien du XVIe siècle. 
Il est le frère du cardinal Gianstefano Ferrero (1500), l'oncle des cardinaux Filiberto Ferrero (1549) et Pier Francesco Ferrero (1561) et le grand-oncle du cardinal Guido Luca Ferrero (1565).  Le cardinal Antonio Ferrero (1505) est aussi un parent.

## Biographie
Bonifacio Ferrero est  chanoine et prévôt à Verceil et abbé commendataire de S. Stefano di Ivrea. Il est nommé évêque d'Ivrée en 1497, administrateur apostolique de Nice en 1501-1504 et transféré à Verceil en 1509.
Il est créé cardinal par le pape Léon X lors du consistoire du 1er juillet 1517. 
Le cardinal Ferrero est abbé commendataire de Santo Stefano de la citadelle de Verceil, de San Michele della Chiusa et de San Benigno di Fruttuaria. Il est chanoine et prévôt du chapitre de l'église de S. Gervasio di Ginevra, prévôt de S. Bernardo di Montjovet, prieur de S. Pietro di Nantua, légat apostolique à Bologne et prieur de S. Stefano di Robbio. En 1537, il est vice-doyen du Collège des cardinaux.
Le cardinal Ferrero participe au conclave de 1521-1522, lors duquel Adrien VI est élu pape et à ceux de 1523 (élection de Clément VIII) et de 1534 (élection de Paul III).